# Mercado de las Aceñas

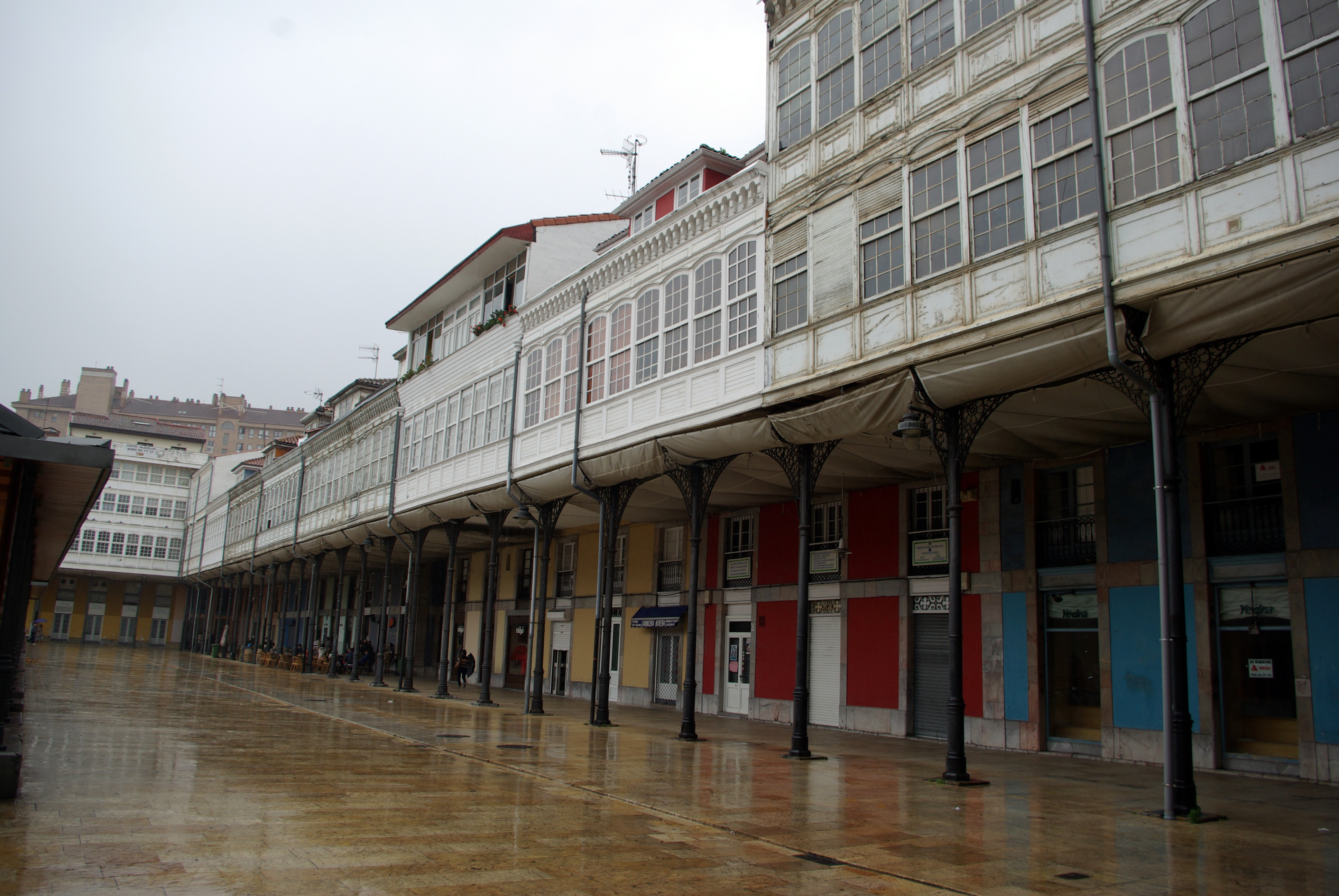
Soportales de la Plaza Hermanos Orbón

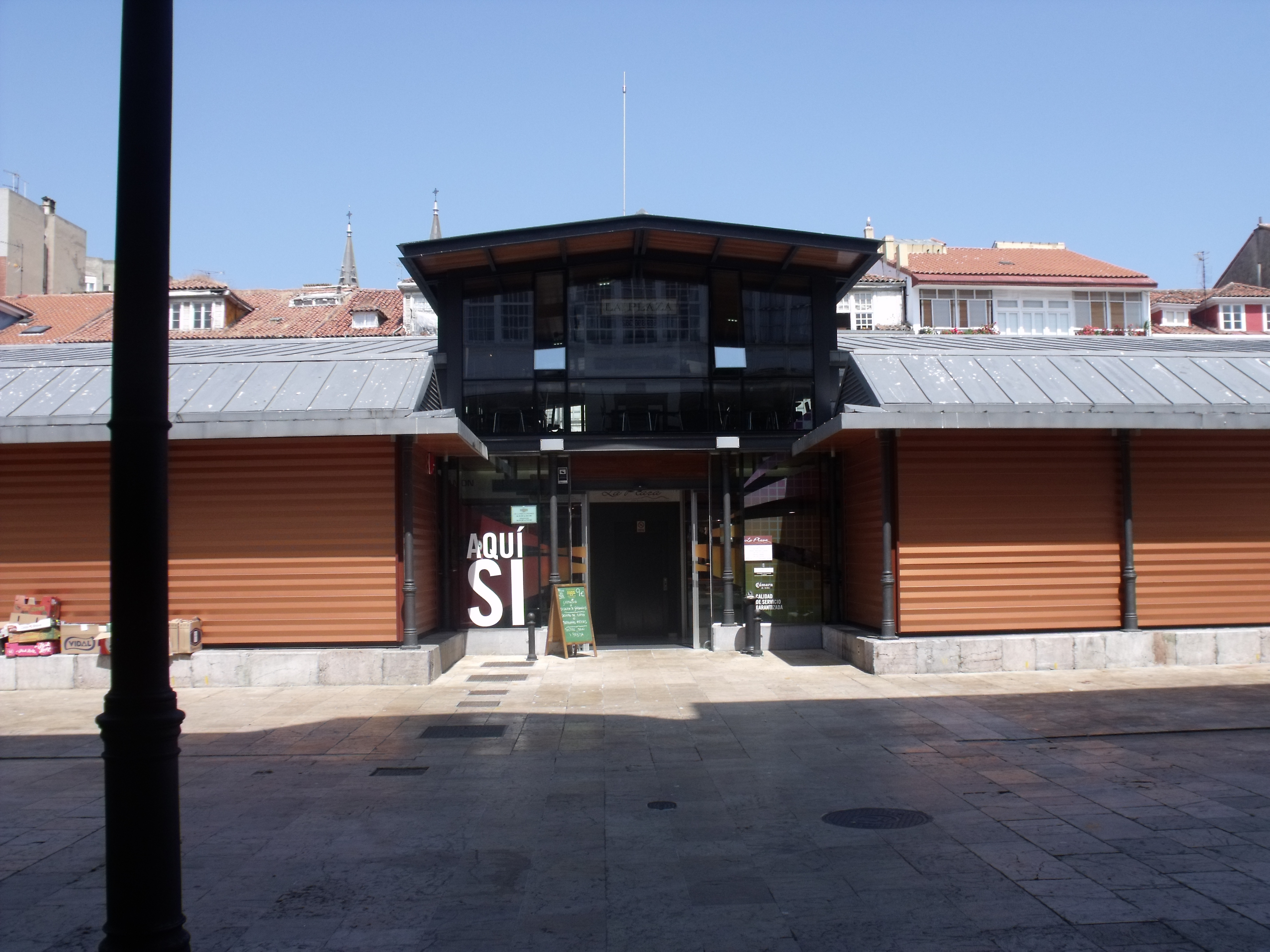
Mercado de las Aceñas

El Mercado de Las Aceñas, también conocido como Plaza de Los Hermanos Orbón o simplemente Plaza de Abastos de Avilés, es el primer y principal mercado cubierto de la villa asturiana de Avilés.

## Historia
Fue construida en el siglo XIX desecando terrenos de marisma y canalizando subterráneamente el río Tuluergo en 1873. El mercado cubierto sufrió una importante reforma en 2010 pero conserva su estructura metálica original. Se encuentra en el interior de una plaza cerrada (Hermanos Orbón), rodeada de edificios con galerías de color blanco. Tanto el mercado (inaugurado alrededor de 1880) como los edificios sufrieron diversas reformas debido a la Revolución de octubre de 1934. 
Es uno de los mercados de abastos más singulares de Asturias por su configuración en un patio oculto. 
Actualmente sigue cumpliendo su función de abastos.